# سنفورد کوینتر
سنفورد کوینتر(به انگلیسی: Sanford Kwinter) نویسنده، نظریه‌پرداز معماری کانادایی ساکن نیویورک و یکی از بنیانگذاران نشر زون بوکس است. کوینتر در حال حاضر استاد تئوری و نقد در موسسهٔ پرت است. او پیش از این به عنوان دانشیار دانشگاه رایس در هوستون، تگزاس و همچنین در ام‌آی‌تی، دانشگاه کلمبیا، دانشگاه کرنل و مدرسه عالی طراحی دانشگاه هاروارد تدریس کرده‌است.
کویینتر، دکترای خود را در ادبیات تطبیقی از دانشگاه کلمبیا گرفته و در دانشگاه هاروارد، دانشگاه هنرهای کاربردی وین، مؤسسه برلاخه در روتردام، مدرسه معماری انجمن معماری در لندن و اشتدلشوله در فرانکفورت تدریس کرده‌است. طی بیست سال گذشته، آثار او پیشگام ایده‌هایی نو در هنر، معماری، علم و علوم انسانی بوده‌اند. او به‌طور گسترده در مورد مسائل فلسفی مرتبط با طراحی، معماری و شهرسازی نوشته و در مجموعه ای از کنفرانس‌ها و نشریات مجله انی بین سال‌های ۱۹۹۱ و ۲۰۰۰ دخیل بوده‌است.

## کتاب
- زون ۱/۲: شهر معاصر (۱۹۸۶) نشر ام‌آی‌تی. شابک ‎۹۷۸–۰۹۴۲۲۹۹۲۲۹
- زون ۶: پیوستگی‌ها (۱۹۹۲) نشر ام‌آی‌تی. شابک ‎۹۷۸–۰۹۴۲۲۹۹۲۹۸
- معماری زمان: به سوی یک نظریه رویداد در فرهنگ مدرن (۲۰۰۱) نشر ام‌آی‌تی شابک ‎۰-۲۶۲-۶۱۱۸۱-۳
- دور از تعادل: جستارهایی در تکنولوژی و فرهنگ طراحی (۲۰۰۸) نشر اکتار. شابک ‎۸۴-۹۶۵۴۰-۶۴-۲
- مرثیه: برای شهر در پایان هزاره (۲۰۱۰) نشر اکتار. شابک ‎۹۷۸-۸۴-۹۲۸۶۱-۲۰-۰